# فیلیدا لوید
فیلیدا لوید (انگلیسی: Phyllida Lloyd؛ زادهٔ ۱۷ ژوئن ۱۹۵۷) کارگردان اهل بریتانیا است که بیشتر برای فعالیت در تئاتر و کارگردانی فیلم‌های ماما میا! و بانوی آهنی شناخته شده است. وی از سال ۱۹۹۷ میلادی تاکنون مشغول فعالیت بوده است.